# Pteris platypteris
Pteris platypteris là một loài dương xỉ trong họ Pteridaceae. Loài này được Sodiro mô tả khoa học đầu tiên năm 1883.